# Luis Carrero Blanco
Luis Carrero Blanco (Santoña, 4 de marzo de 1904- Madrid, 20 de diciembre de 1973), I duque de Carrero Blanco y grande de España, fue un militar y político español, presidente del Gobierno de España entre junio y diciembre de 1973, en la etapa final de la dictadura de Francisco Franco (1939-1975). Marino de profesión, se dedicó a la carrera militar desde su juventud. Desarrolló su carrera en la Armada, en la que llegaría a alcanzar el rango de almirante; formó parte del bando sublevado en la guerra civil española (1936-1939), durante la cual mandó varias unidades y llegó a ser nombrado jefe de operaciones del Estado Mayor de la Armada en agosto de 1939.
Terminada la contienda, durante la dictadura franquista pasó a ocupar puestos de responsabilidad en el seno de la administración. Figura de confianza de Franco, no tardó en convertirse en su mano derecha. Desde su puesto de subsecretario de la Presidencia ejerció una posición clave, actuando como colaborador del propio Franco e interviniendo en los conflictos internos del gabinete frente a otras facciones políticas. Llegó a ser considerado el segundo hombre más poderoso en el seno de la dictadura. Consecuencia de ello, Carrero Blanco acabaría sucediendo a Franco como presidente del Gobierno. Desempeñó la jefatura del Gobierno durante la etapa final de la dictadura hasta su asesinato llevado a cabo por la organización terrorista ETA durante la llamada Operación Ogro.

## Biografía

### Orígenes
Nació en Santoña (Cantabria) el 4 de marzo de 1904,en la calle Tomás Palacio, 37. Descendía de una familia de militares, pues su padre y su abuelo pertenecieron al ejército. Fue el primer hijo de Camilo Carrero Gutiérrez (1879-1936), teniente coronel del ejército nacido en La Coruña y destinado en Santander, y de Ángeles Blanco Abascal (1885-1910), natural de Santoña. De este matrimonio nacieron cuatro hijos: Dolores, Luis, Camilo, José y Mari Angeles.En 1910 muere la madre con apenas 25 años, tras el nacimiento de su hija Mari Ángeles de fiebre puerperal. Luis Carrero Blanco tenía entonces solamente 6 años. Su abuelo Camilo Carrero Senra era natural de Orense y alcanzó el grado de coronel. Su abuelo materno, Ángel Blanco Sánchez, llegó a ser alcalde de Santoña. Camilo, solo y viudo con cinco hijos, se casó en segundas nupcias con la viuda Pilar Carre, y ambos se trasladaron a vivir a la calle Alfonso XII, 21. Del nuevo matrimonio nacería otro retoño de nombre Guillermo.

### Formación y primeros años
Estudió en el colegio Manzanedo de Santoña e ingresó con catorce años en la Escuela Naval de San Fernando en 1918,consiguiendo la plaza número uno de las oposiciones para ingreso como aspirante de Marina. Entre 1920 y 1921 realizó su viaje de prácticas a Sudamérica en el crucero Reina Regente, y entre 1924 y 1926 tomó parte en la guerra del Rif (1911-1927). En 1935 fue designado profesor de la Escuela de Guerra Naval de Madrid.
Pasó por los siguientes destinos:
- Oficial del acorazado Alfonso XIII.
- Segundo comandante del guardacostas Arcila.
- Capitán del remolcador Ferrolano.
- Teniente de navío del cañonero Cánovas del Castillo.
- Segundo comandante del submarino B-2.
- Comandante del destructor Huesca.
- Oficial en el submarino General Sanjurjo.
- Jefe de Estado Mayor de la División de Cruceros.
- Jefatura de operaciones del Estado Mayor de la Armada.[13]

Al iniciarse la guerra civil española en 1936 era profesor de táctica submarina en la Escuela de Guerra Naval de Madrid.[cita requerida] Se refugió en las embajadas de México y Francia, hasta que consiguió pasar a Francia, para, posteriormente entrar en julio de 1937 en la zona sublevada. Con el grado de capitán de corbeta fue situado al mando del destructor Huesca[cita requerida] y, posteriormente, del submarino General Sanjurjo en Sóller. En octubre de 1938 dejó el mando del submarino y embarcó en el crucero Canarias como jefe de Estado Mayor de la división de cruceros, función que desempeñó hasta el final de la guerra.[cita requerida]

### Carrera política

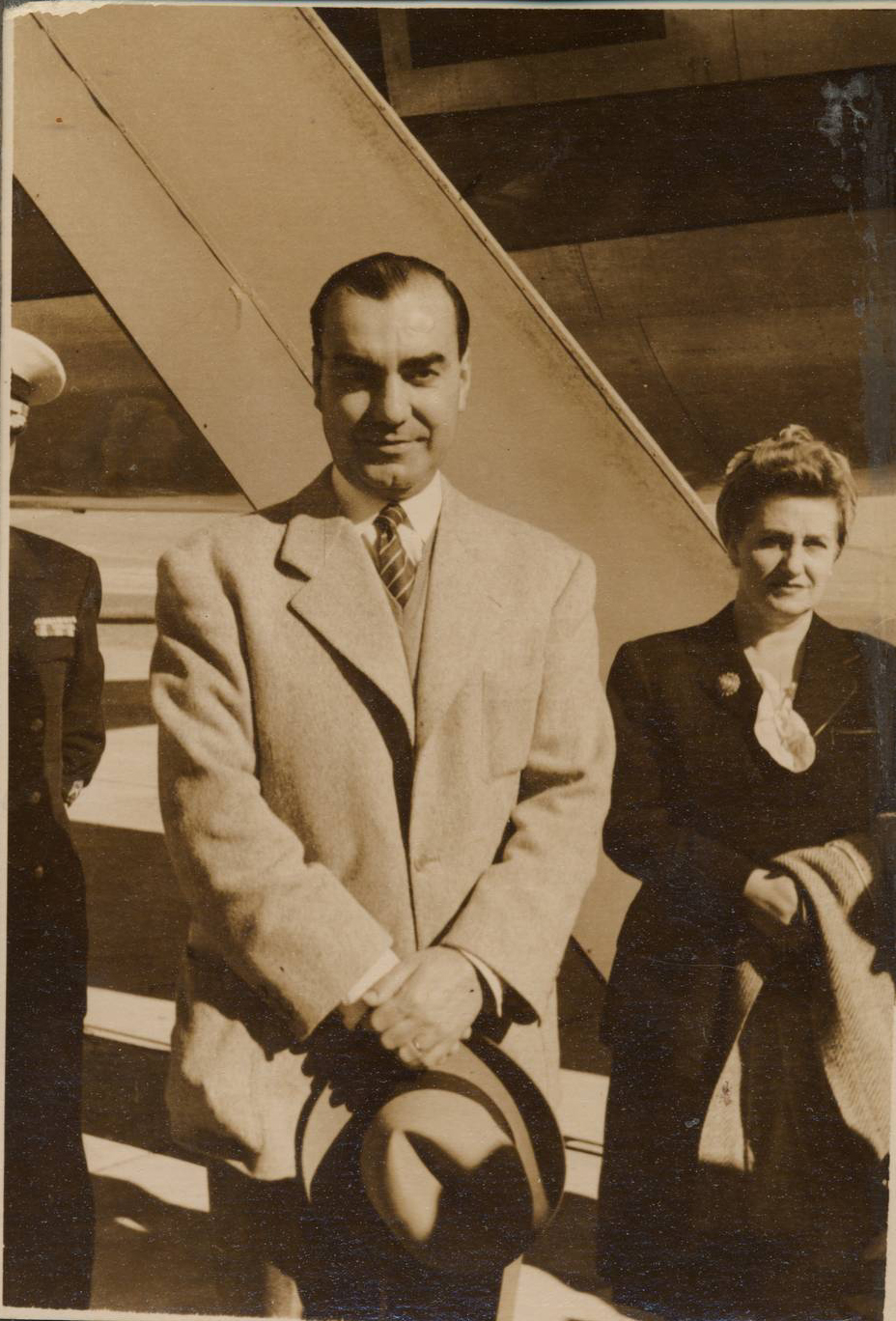
Luis Carrero Blanco en 1947

En agosto de 1939 pasó a ser jefe de Operaciones del Estado Mayor de la Armada. Carrero, que había conocido a Pedro Gamero del Castillo en 1938, fue nombrado gracias al apoyo de este consejero nacional de FET de las JONS en septiembre de 1939. En calidad de jefe de Operaciones del Estado Mayor de la Armada, y a petición del ministro de Marina Salvador Moreno Fernández, redactó en el año 1940 un famoso informe recomendando la neutralidad española en la Segunda Guerra Mundial (1939-1945). El ministro enseñó dicho informe a Franco, que quedó tan impresionado que convirtió a Carrero en su hombre de confianza desde entonces, desplazando paulatinamente a Juan Antonio Suanzes.

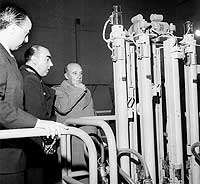
Franco y Carrero Blanco inauguran el Centro Nacional de Energía Nuclear Juan Vigón (ahora parte del CIEMAT) el 27 de diciembre de 1958. Carrero fue un ferviente defensor del Proyecto Islero, que buscaba que España tuviera armas nucleares.

Fue nombrado subsecretario de la Presidenciay presidente del Consejo del Patrimonio Nacional (1941), ministro de la Presidencia (1951) y vicepresidente (1957), lo que supuso un incremento creciente de su peso específico en el gobierno. En su labor procuró limitar la influencia de los falangistas, promovió la modernización económica y administrativa del Estado, aunque siempre dentro del franquismo, y apoyó la planificación de la sucesión monárquica en la figura de Juan Carlos I.
En 1945, como subsecretario de la Presidencia, aconsejó a Franco como plan de futuro para la dictadura una monarquía de tipo autoritario. En 1947 redactaría la Ley de Sucesión en la Jefatura del Estado, en la que España quedaba establecida como «Estado católico, social y representativo» que, «conforme con su tradición» quedaba «constituido en Reino».
En junio de 1973 fue nombrado presidente del Gobierno, lo que hacía pensar que se convertiría en el hombre fuerte del Estado a la muerte del dictador y en el pilar sobre el cual se sustentaría el franquismo sin Franco. Sin embargo, esas expectativas se vieron abortadas cuando fue asesinado el 20 de diciembre de 1973 en un atentado perpetrado por ETA en Madrid.

### Asesinato: la Operación Ogro

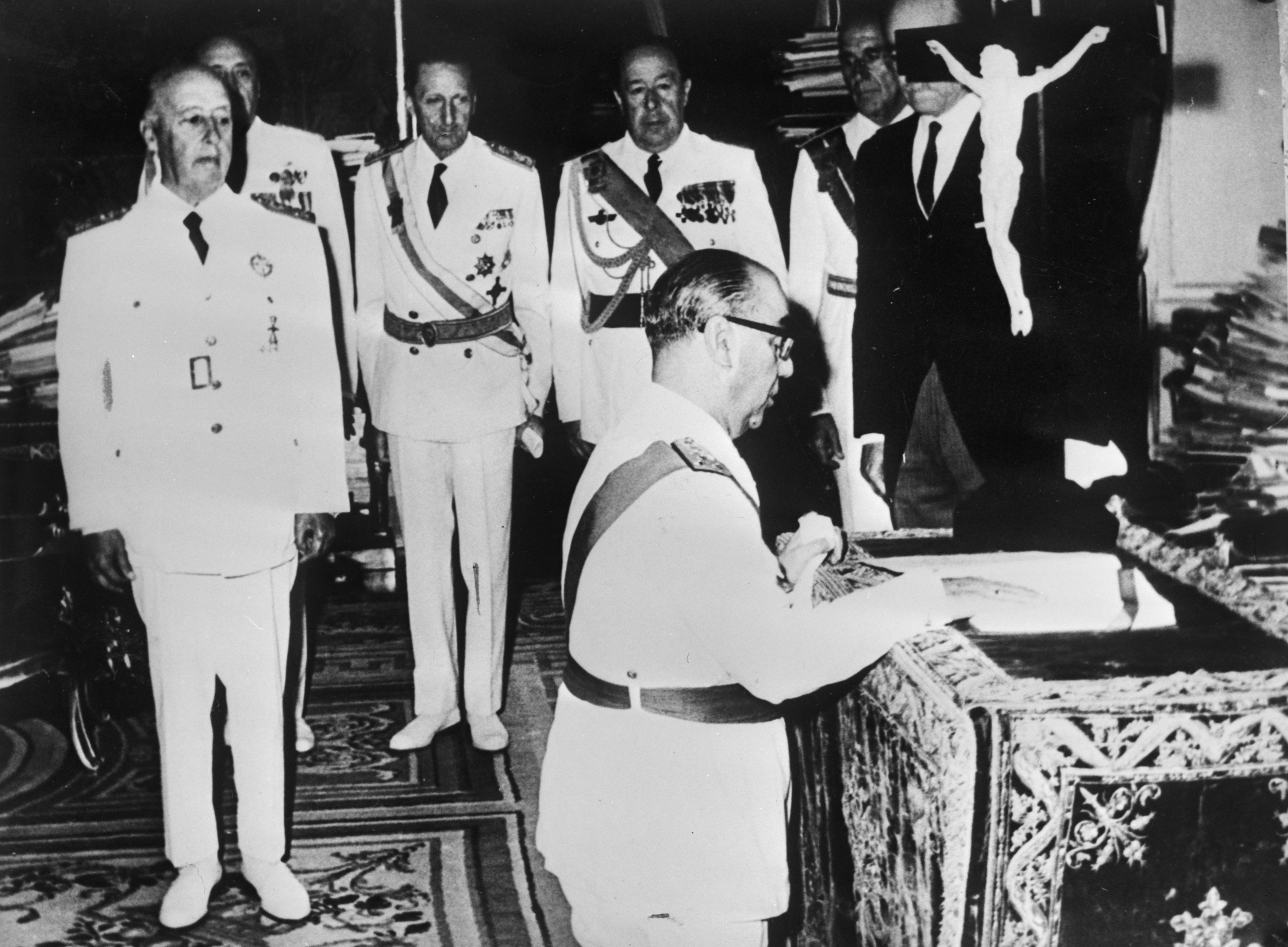
Carrero Blanco durante su toma de posesión el 9 de junio de 1973. Detrás de él, se encuentra Franco. Seis meses después sería asesinado en un atentado.

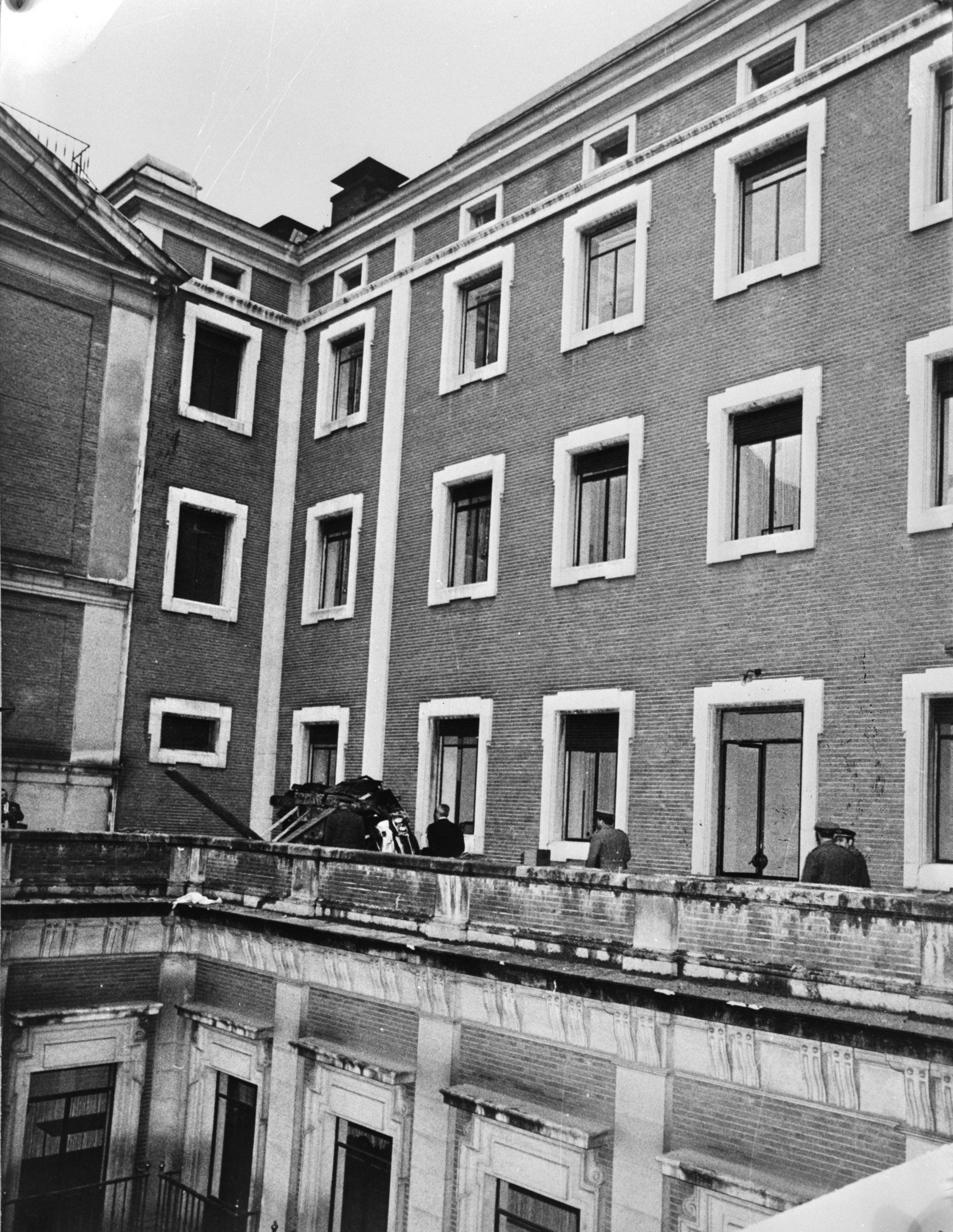
Fotografía de los restos del coche tras el atentado.

El asesinato de Carrero Blanco, también conocido por su nombre en clave «Operación Ogro», fue perpetrado por la banda terrorista ETA el 20 de diciembre de 1973, siendo este presidente del Gobierno de España. El asesinato provocó un hondo impacto en la sociedad española de la época, ya que suponía el mayor ataque contra la dictadura franquista desde el final de la guerra civil española en 1939.
La desaparición de Carrero Blanco tuvo numerosas implicaciones políticas, en un momento en que se hacía evidente la decadencia física del dictador y con ello, el agravamiento de los primeros signos de descomposición del aparato franquista que se venían manifestando en los últimos años.  Los sectores más inmovilistas del franquismo, el denominado "búnker", salieron reforzados de este suceso y lograron influir a Franco para que nombrara como sucesor de Carrero a un miembro de la línea dura, Carlos Arias Navarro. Por su parte, con este atentado la organización terrorista ETA dio un salto cualitativo en sus acciones armadas y se convertía así en uno de los principales actores de la oposición al franquismo.
La dictadura le otorgó, póstumamente, el título de duque de Carrero Blanco.
A pesar de que las autoridades iniciaron una investigación para aclarar los hechos, el caso quedó archivado al comienzo de la Transición hacia la democracia y nunca se esclarecieron del todo las circunstancias. Los autores del atentado tampoco llegaron a ser juzgados por estos hechos y tras la muerte de Franco se beneficiarían totalmente de la amnistía concedida en 1977.
La complejidad del atentado y su cercanía con la Embajada de los Estados Unidos hizo sospechar que tal vez otras organizaciones estuvieran implicadas, estando la CIA y su jefe de estancia en España Luis M. González-Mata Lledó, entre las más mencionadas, lo que fue desmentido por los autores del atentado.
En el año 2008 se desclasifica una nota de la Embajada de los Estados Unidos en Madrid al Departamento de Estado del Gobierno de los Estados Unidos en el que se afirma que «El mejor resultado que puede surgir... sería que Carrero desaparezca de escena, con posible sustitución por el general Díez Alegría o Castañón».Sin embargo, también se desclasificó un resumen diario habitual realizado por la CIA al presidente de los Estados Unidos el día después del atentado en el que admitían desconocer la causa de la muerte y lo vinculaban con una posible fuga de gas.
La única persona que supuestamente vio la cara al conocido como «hombre de la gabardina blanca» que entregó los horarios y rutas de Carrero Blanco, en el hotel Mindanao de Madrid, fue José Miguel Beñarán Ordeñana, Argala, quien murió en 1978 a manos de una organización ultraderechista terrorista, el Batallón Vasco Español.

## Ideología y posiciones políticas

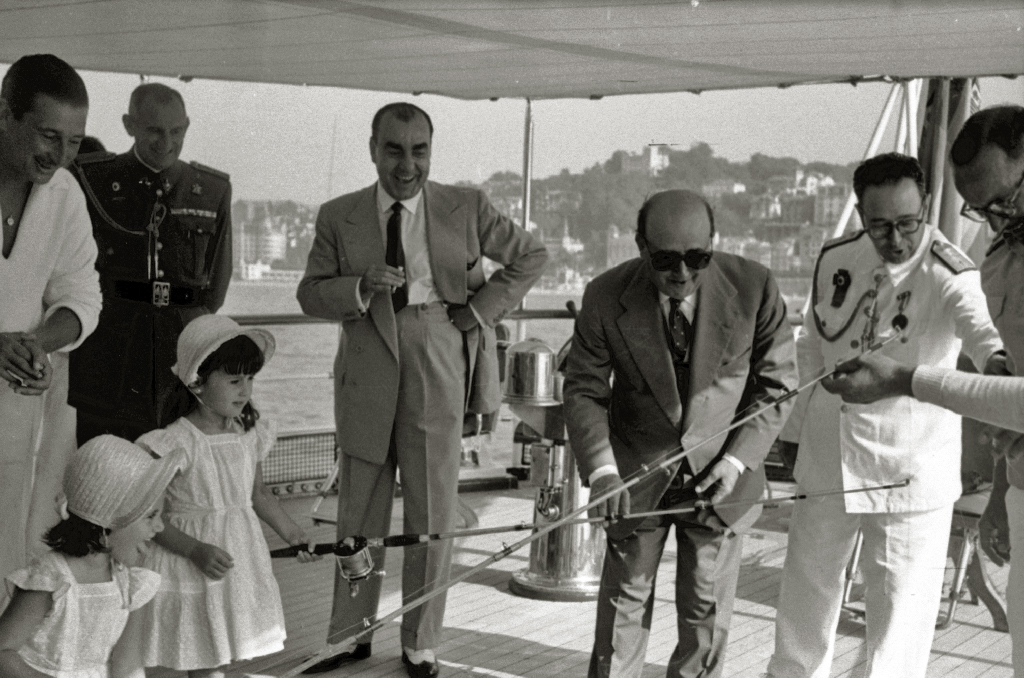
Carrero Blanco con Franco y su familia en el yate Azor en 1963.

No perteneciente a ninguna familia de la dictadura, su identificación era con la obra del propio Franco, pudiéndosele considerar un franquista puro.
Católico integrista imbuido de un antisemitismo radical, consideraba la Reforma, Enciclopedia, ateísmo, liberalismo, izquierdismo, masonería, marxismo, comunismo, separatismo, internacionalismo, como herramientas que eran empleadas para «destruir, aniquilar y envilecer todo cuanto representa la Civilización Cristiana, para edificar sobre sus ruinas el utópico Imperio Sionista del Pueblo Elegido». Abiertamente germanófilo durante la primera parte de la Segunda Guerra Mundial en sus artículos en la revista Mundo, tras el cambio de tendencia en el conflicto en contra de las fuerzas del Eje en 1943, moduló en dichas publicaciones su discurso hostil hacia las potencias aliadas; finalmente, tras la derrota del Eje, había reemplazado el mensaje contrario a las democracias liberales por uno antisoviético. Álvarez Chillida comenta sobre él que aunque enmarcado en el «antisemitismo más ortodoxo» y creyente en la conspiración judía mundial «no simpatizaba mucho con el paganismo fascista, especialmente el nazi, ni con la Falange, pero odiaba mucho más a las fuerzas liberales, democráticas y de la izquierda obrera».
Defensor de la idea de que la victoria del bando franquista en la guerra civil española habría ocurrido a pesar de una supuesta conspiración internacional en su contra, años más tarde, en la década de 1950 insistiría: «Este es precisamente el problema español, España quiere implantar el bien, y las fuerzas del mal, desatadas por el mundo, tratan de impedírselo».

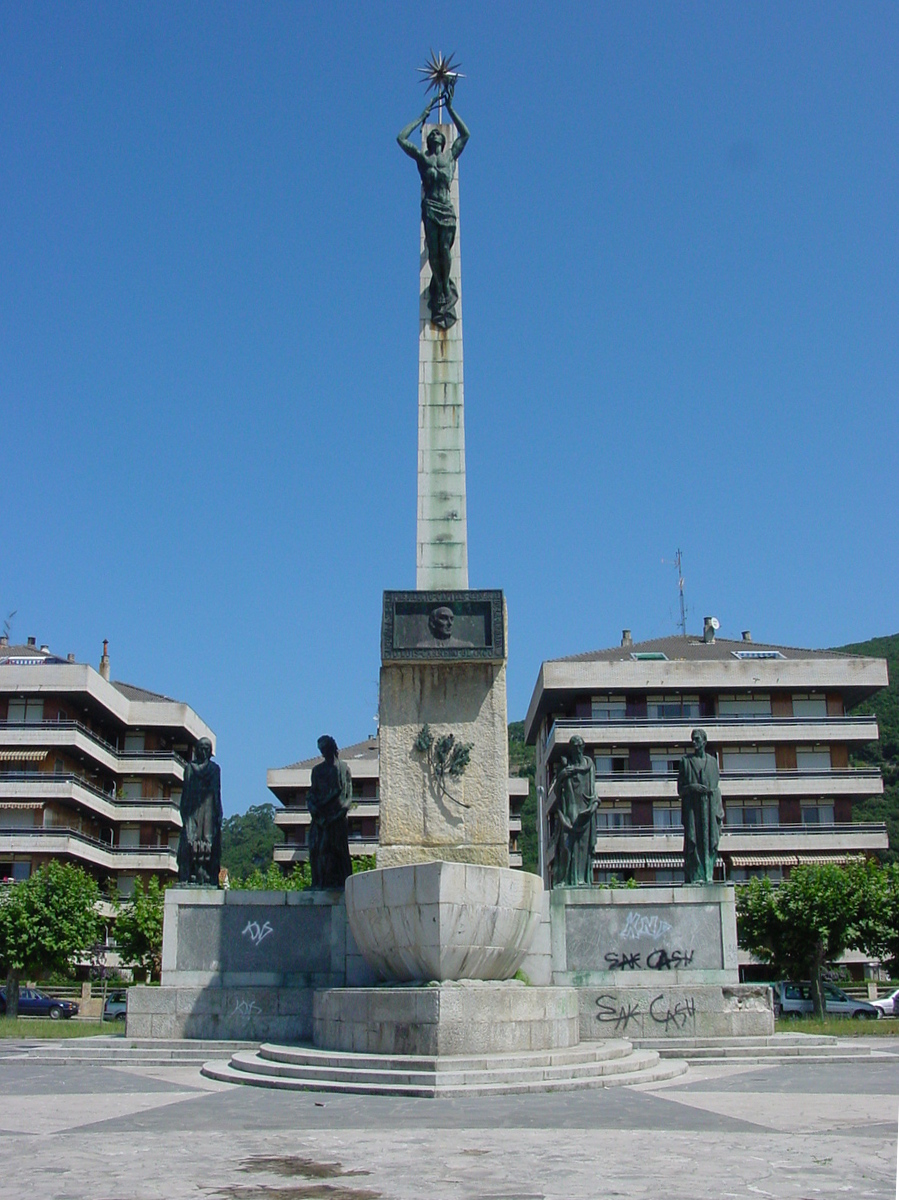
Monumento a Carrero Blanco en Santoña (Cantabria).

Carrero, que albergaba una visión paternalista a la hora de valorar positivamente la presencia española en África, mostró reticencias a la aceptación del proceso de descolonización. Sostuvo que el Sahara Occidental «no fue jamás dominado por el imperio marroquí» y que era «tan territorio español como la provincia de Cuenca».
Juan Luis Cebrián describió la ideología política de Carrero en los siguientes términos:

Obsesionado lo mismo por el marxismo que por el judaísmo y la masonería, enemigo del liberalismo y de la democracia, Carrero parecía un hombre de una gran simpleza de ideas, apto para ser manejado por quien supiera hacer vibrar en él las efusiones tópicas de la patria y la religión. Su modestia vital le valió fama de honesto, y todavía hay quien le califica de poco ambicioso, pese a la evidencia de su inamovilidad en el poder durante más de treinta años. A los ojos de la nueva sociedad española, que pugnaba a principios de aquella década de los 70 por liberarse de los anclajes de la guerra civil, resultaba el principal enemigo de cualquier posible reforma democratizadora y el más genuino valedor del franquismo después de Franco.

Un retrato similar es el que realiza Antonio Elorza:

Lo propio de Carrero es la contrarrevolución, el anticomunismo a ultranza, la satanización de la masonería, de acuerdo con una visión conspirativa de la historia en que las fuerzas infernales tratan de imponerse hasta la aparición de una cruzada salvadora como la encabezada por Franco: "El diablo inspiró al hombre las torres de Babel del liberalismo y del socialismo, con sus secuelas marxismo y comunismo", y la masonería a modo de instrumento para su penetración.

Hasta el final de sus días se mostró hostil a la democracia liberal. El 1 de marzo de 1973 en su discurso al Consejo Nacional del Movimiento, hizo una declaración programática en la que reiterando su apoyo incondicional al Caudillo, su propuesta de aumento de la participación política de los ciudadanos, tenía como punto de partida eliminando todo enmascaramiento de partidismo disgregador.

## Obras
- La victoria del Cristo de Lepanto
- Arte naval militar, tomo segundo: El buque de guerra (de la galera al portaaviones).
- España y el mar, Editora Nacional, 1941.
- Lepanto (1571–1971), Salvat Editorial/Alianza Editorial, 1971.

Bajo el seudónimo de Juan de la Cosa
- Comentarios de un español. Valencia: Semana Gráfica, 1946.—2.ª ed., 1947, 129 pp. [Selección de artículos radiados con los pseudónimos de “Náuticas” y “Orion” en distintos programas de la emisora Radio Nacional de España; se llegaron a publicar 6 series.]
- Las tribulaciones de don Prudencio. Valencia, Semana Gráfica, 1947, 236 pp. 16x21 cm. (‘Comentarios de un español’, II serie).
- Diplomacia subterránea. Valencia: Semana Gráfica, 1948, 156 pp. (‘Comentarios de un español’, III serie).
- La gran baza soviética. Valencia: Semana Gráfica, 1949, 194 pp. (‘Comentarios de un español’, IV serie).
- Las Doctrinas del Komsomol. Valencia: Semana Gráfica, 1950, 212 pp. (‘Comentarios de un español’, V serie).
- Gibraltar. Valencia: Semana Gráfica, 1952, 191 pp. 21 cm. (‘Comentarios de un español’, VI serie).
- España ante el mundo (proceso de un aislamiento). Madrid: Ediciones Idea, 1950, 478 pp. ⌂ —2.ª ed., Madrid : Publicaciones Españolas, 1955, 246 pp.
- Las modernas torres de Babel. Madrid: Idea, 1957, 551 pp. 2 h. 22 cm.

## Reconocimientos
- Encomienda con Placa de la Gran Orden Imperial de las Flechas Rojas (1939)[43]
- Gran Cruz de la Orden de Isabel la Católica (1942).[44]
- Gran Cruz del Mérito Naval con distintivo blanco (1943)[45]
- Gran Oficial de la Orden de África (1961).[46]
- Gran Cruz (con distintivo blanco) de la Orden del Mérito Militar (1963).[47]
- Gran Cruz (con distintivo blanco) de la Orden del Mérito Aeronáutico (1967).[48]
- Gran Cruz de la Real y Muy Distinguida Orden de Carlos III (1970).[49]
- Gran Collar de la Orden de Cisneros (1970).[50][f]